# Select (album)
Pour les articles homonymes, voir Select.
Albums de Kim Wilde
Kim Wilde
(1981) Catch as Catch Can
(1983)
Singles
1. Cambodia
Sortie : novembre 1981
2. View From a Bridge
Sortie : avril 1982

Select est le deuxième album dance-pop de la chanteuse Kim Wilde, paru en 1982. Il contient entre autres le tube Cambodia.

## Liste des chansons
Tous les titres sont écrits par Marty et Ricky Wilde.
| No  | Titre                | Durée |
| --- | -------------------- | ----- |
| 1.  | Ego                  | 4:11  |
| 2.  | Words Fell Down      | 3:31  |
| 3.  | Action City          | 3:25  |
| 4.  | View from a Bridge   | 3:32  |
| 5.  | Just a Feeling       | 4:12  |
| 6.  | Chaos at the Airport | 3:20  |
| 7.  | Take Me Tonight      | 3:56  |
| 8.  | Can You Come Over    | 3:35  |
| 9.  | Wendy Sadd           | 3:49  |
| 10. | Cambodia - Reprise   | 7:13  |

## Classements
| Classement (1982)                     | Meilleure position |
| ------------------------------------- | ------------------ |
| Allemagne (Media Control AG)          | 4                  |
| Autriche (Ö3 Austria Top 40)          | 20                 |
| France (SNEP)                         | 3                  |
| Norvège (VG-lista)                    | 12                 |
| Pays-Bas (Mega Album Top 100)         | 1                  |
| Royaume-Uni (Official Charts Company) | 19                 |
| Suède (Sverigetopplistan)             | 2                  |